# Myrcia crassimarginata
Myrcia crassimarginata är en myrtenväxtart som beskrevs av Mcvaugh. Myrcia crassimarginata ingår i släktet Myrcia och familjen myrtenväxter. IUCN kategoriserar arten globalt som sårbar. Inga underarter finns listade i Catalogue of Life.